# SV Bergisch Gladbach 09
Der SV Bergisch Gladbach 09 ist ein Fußballverein aus Bergisch Gladbach. Er ging im Jahr 1919 im Zuge der Fusion des im Jahr 1909 gegründeten FC 09 Bergisch Gladbach – dem sich der FC Montania Bergisch Gladbach unmittelbar angeschlossen hatte – mit dem TSV Zanders Bergisch Gladbach, dem Werksclub der Zanders Papierfabrik, hervor. In seiner Bezeichnung hatte er zunächst bis 1973 bestanden und lebte ab April 2008 unter dieser wieder auf.

## Entwicklung des Vereins
Im Jahr 1936 schloss sich noch der VfL Gronau dem Verein an. Im Jahr 1969 entstand durch die treibende Kraft des Bauunternehmers und Hoteliers Franz Weißenberger die Spiel- und Sport-Gemeinschaft Bergisch Gladbach aus den zuvor selbständigen Stadtteilvereinen Sportfreunde Paffrath, SV Blau-Weiß Hand und der SSV Katterbach. Finanzielle Nöte, die den SV Bergisch Gladbach 09 in seiner Existenz bedrohten, führten im Jahr 1973 zur Fusion mit dem Nachbarn SSG Bergisch Gladbach zur SSG 09 Bergisch Gladbach. Mit der Aufhebung des Verbots der Ausübung des Frauenfußballs als Ergebnis des DFB-Verbandstages am 31. Oktober 1970 in Travemünde, entstand in Bergisch Gladbach auch eine Frauenfußballabteilung. Im Jahr 1996 wechselte die gesamte Frauenfußballabteilung der SSG 09 Bergisch Gladbach zum TuS Köln rrh. 1874. Zum 1. Juli 2008 hat sich auch diese Frauenfußballabteilung im TuS Köln rrh. aufgelöst und ist geschlossen Bayer 04 Leverkusen beigetreten.
Ab dem Jahr 2007 wurde die SSG 09 Bergisch Gladbach zu Werbezwecken nur noch Bergisch Gladbach 09 genannt, allerdings existierte laut Satzung noch das Kürzel SSG. Im April 2008 wurde eine erneute Namensänderung beschlossen und der Fußballverein trägt nun seinen heutigen Namen.
Der SV Blau-Weiß Hand wurde später neu gegründet. Dessen Frauenfußballabteilung wurde 2009 unter dem Namen 1. FFC Bergisch Gladbach eigenständig. Im April 2019 stimmten der SV Bergisch Gladbach 09 und der 1. FFC Bergisch Gladbach einer Verschmelzung zur Saison 2020/21 zu, die dann letztlich keine Zustimmung der Hauptversammlung des 1. FFC fand und deshalb nicht stattfand.

## Männerfußball

### SV Bergisch Gladbach 09 (1919–1973)

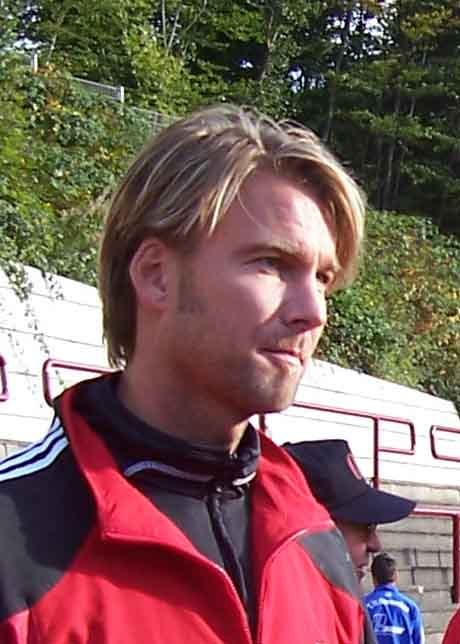
Lars Leese

Erste Erfolge erzielten die Gladbacher Fußballer in den späten 1920er Jahren, als sie in den Spielzeiten 1928/29, 1930/31 und 1931/32 in der seinerzeit erstklassigen Rheinbezirksliga spielten. Während des Dritten Reichs spielte die Mannschaft in unteren Spielklassen. Nach dem Ende des Zweiten Weltkriegs stieg die Mannschaft 1947 in die Bezirksklasse auf und schaffte auf Anhieb mit 30:2 Punkten den Durchmarsch in die Rheinbezirksliga. 1949 gehörten die 09er zu den Gründungsmitgliedern der zweitklassigen II. Division West, wo sie in der Saison 1950/51 den dritten Platz in der Gruppe II belegten. Großen Anteil am Erfolg hatte Anton Höffken, der mit 23 Toren Torschützenkönig der Liga wurde.
Ein Jahr später stieg die Mannschaft unglücklich ab. Da die Liga von einer zwei- in eine eingleisige umgewandelt wurde, musste zum Klassenerhalt der achte Platz erreicht werden. Als Elfter mit einem Punkt Rückstand wurde dies verpasst. Die 09er spielten nun in der Landesliga weiter und sicherten sich mit 162 erzielten Saisontoren überlegen Staffelmeisterschaft. Selbst Vizemeister SC Fortuna Köln wurde mit 10:1 geschlagen. In den Endspielen um die Mittelrheinmeisterschaft 1953 setzten sich die 09er gegen die SpVg Frechen 20 durch und qualifizierten sich für die deutsche Amateurmeisterschaft. Im Finale im Wuppertaler Stadion am Zoo setzten sich die Gladbacher mit 3:2 gegen den Homberger SV durch.
Zwar verzichtete der Verein auf einen möglichen Wiederaufstieg in die II. Division, dennoch qualifizierten sich die 09er als Amateurmeister für den DFB-Pokal 1953/54. Gegner in der ersten Runde war der VfB Stuttgart, gegen den ein 1:1 n. V. erreicht wurde. Das Wiederholungsspiel in Stuttgart wurde dann mit 0:6 verloren. 1955 wurden die Gladbacher erneut Mittelrheinmeister, dieses Mal gegen den Stolberger SV. Bei der deutschen Amateurmeisterschaft 1955 scheiterte die Mannschaft bereits in der Vorrunde an den Sportfreunden Siegen. Ein Jahr später gehörten die Gladbacher zu den Gründungsmitgliedern der Verbandsliga Mittelrhein. Dort sicherten sich die 09er in der Saison 1957/58 die dritte Mittelrheinmeisterschaft mit einem Punkt Vorsprung auf den Bonner FV.
Da der Club erneut auf einen Aufstieg verzichtete, nahm er an der Westdeutschen Amateurmeisterschaft teil, wo er hinter dem Hombrucher FV 09 und dem TuS Lintfort den letzten Platz belegte. Anfang der 1960er Jahre rutschten die Gladbacher in untere Tabellenregionen ab und mussten 1965 den Gang in die Landesliga antreten. Dort gelang der direkte Wiederaufstieg, aber bis auf die dritten Plätze in den Jahren 1966/67 und 1970/71 stand für die Mannschaft der Abstiegskampf auf dem Programm. 1969 gelang der Klassenerhalt erst im Nachsitzen. Das Entscheidungsspiel um den Klassenerhalt gegen die Amateure von Bayer 04 Leverkusen wurde mit 3:2 n. V. gewonnen. Vier Jahre später folgte der Abstieg in die Landesliga.

### SSG 09 Bergisch Gladbach (1973–2008)
Dort belegte die Mannschaft zumeist Positionen im oberen Drittel, ohne in die Nähe der Aufstiegsplätze zu kommen. Durch die Einführung der Oberliga Nordrhein im Jahre 1978 stiegen die Gladbacher wieder auf, nur um 1980 wieder in die Landesliga abzusteigen. Ein Kooperationsabkommen mit Bayer 04 Leverkusen führte dazu, dass die 09er im Jahre 1987 nach zwei Aufstiegen in Folge in die Oberliga Nordrhein aufsteigen konnten. Der Klassenerhalt in der Saison 1987/88 wurde jedoch verfehlt. Zwei Jahre später wurden die Gladbacher Vizemeister der Verbandsliga Mittelrhein hinter dem TuS 08 Langerwehe, ehe 1992 der erneute Abstieg in die Landesliga folgte.
Die SSG 09 wurde zu einer Fahrstuhlmannschaft. 1996 war die Mannschaft nach zwei Aufstiegen in Folge unter Trainer Harald Konopka wieder Oberligist, ehe es zwei Jahre später wieder hinunter in die Verbandsliga ging. 2003 wurden die Gladbacher Vizemeister hinter PSI Yurdumspor Köln und setzten sich im Entscheidungsspiel um den Aufstieg mit 3:1 gegen Viktoria Goch durch. Als abgeschlagener Tabellenletzter der Saison 2003/04 ging es gleich wieder runter. 2006 kehrte die Mannschaft unter Trainer Lars Leese für zwei Jahre in die Oberliga zurück.

### SV Bergisch Gladbach 09 (seit 2008)
Die nächste Mittelrheinmeisterschaft 2009 führte zum Aufstieg in die NRW-Liga, wo sich der Verein etablieren konnte. Im Jahre 2012 gelang mit viel Glück der Aufstieg zur Regionalliga West. Zunächst profitierten die Gladbacher davon, dass die zweiten Mannschaften von Arminia Bielefeld und Alemannia Aachen nicht aufstiegsberechtigt waren. In der Relegation traf die Mannschaft auf die SG Wattenscheid 09. Einem 2:0-Sieg im Hinspiel folgte zwar eine 2:3-Niederlage, jedoch stiegen die 09er unter Trainer Dietmar Schacht dank der mehr erzielten Tore auf. Erneut mussten die Gladbacher nach nur einer Saison wieder runter in die Mittelrheinliga. Erst im Jahre 2019 gelang der Wiederaufstieg in die Regionalliga, ehe es 2021 wieder runter in die Mittelrheinliga ging.

### Platzierungen seit 1948/49
Grün unterlegte Platzierungen kennzeichnen einen Aufstieg, rot unterlegte einen Abstieg. St. steht für Staffel.
| Saison  | Liga                                  | Platz |
| ------- | ------------------------------------- | ----- |
| 1948/49 | Rheinbezirksliga (II)                 | 03    |
| 1949/50 | 2. Oberliga West, St. 1 (II)          | 14    |
| 1950/51 | 2. Oberliga West, St. 2 (II)          | 03    |
| 1951/52 | 2. Oberliga West, St. 2 (II) A        | 11    |
| 1952/53 | Landesliga Mittelrhein, St. 1 (III) B | 01    |
| 1953/54 | Landesliga Mittelrhein, St. 1 (III)   | 03    |
| 1954/55 | Landesliga Mittelrhein, St. 1 (III) B | 01    |
| 1955/56 | Landesliga Mittelrhein, St. 2 (III) B | 01    |
| 1956/57 | Verbandsliga Mittelrhein (III) C      | 11    |
| 1957/58 | Verbandsliga Mittelrhein (III)        | 01    |
| 1958/59 | Verbandsliga Mittelrhein (III)        | 03    |
| 1959/60 | Verbandsliga Mittelrhein (III)        | 05    |
| 1960/61 | Verbandsliga Mittelrhein (III)        | 13    |
| 1961/62 | Verbandsliga Mittelrhein (III)        | 12    |
| 1962/63 | Verbandsliga Mittelrhein (III)        | 12    |
| 1963/64 | Verbandsliga Mittelrhein (III)        | 10    |
| 1964/65 | Verbandsliga Mittelrhein (III)        | 14    |
| 1965/66 | Landesliga Mittelrhein, St. 1 (IV)    | 01    |
| 1966/67 | Verbandsliga Mittelrhein (III)        | 03    |
| 1967/68 | Verbandsliga Mittelrhein (III)        | 12    |
| 1968/69 | Verbandsliga Mittelrhein (III)        | 13    |
| 1969/70 | Verbandsliga Mittelrhein (III)        | 13    |
| 1970/71 | Verbandsliga Mittelrhein (III)        | 03    |
| 1971/72 | Verbandsliga Mittelrhein (III)        | 12    |
| 1972/73 | Verbandsliga Mittelrhein (III)        | 15    |
| 1973/74 | Landesliga Mittelrhein, St. 1 (IV)    | 03    |

| Saison  | Liga                                 | Platz |
| ------- | ------------------------------------ | ----- |
| 1974/75 | Landesliga Mittelrhein, St. 1 (IV)   | 04    |
| 1975/76 | Landesliga Mittelrhein, St. 1 (IV)   | 03    |
| 1976/77 | Landesliga Mittelrhein, St. 1 (IV)   | 03    |
| 1977/78 | Landesliga Mittelrhein, St. 1 (IV) D | 05    |
| 1978/79 | Verbandsliga Mittelrhein (IV)        | 04    |
| 1979/80 | Verbandsliga Mittelrhein (IV)        | 16    |
| 1980/81 | Landesliga Mittelrhein, St. 1 (V)    | 05    |
| 1981/82 | Landesliga Mittelrhein, St. 1 (V)    | 07    |
| 1982/83 | Landesliga Mittelrhein, St. 1 (V)    | 07    |
| 1983/84 | Landesliga Mittelrhein, St. 1 (V)    | 03    |
| 1984/85 | Landesliga Mittelrhein, St. 1 (V)    | 03    |
| 1985/86 | Landesliga Mittelrhein, St. 1 (V)    | 01    |
| 1986/87 | Verbandsliga Mittelrhein (IV) E      | 02    |
| 1987/88 | Oberliga Nordrhein (III)             | 16    |
| 1988/89 | Verbandsliga Mittelrhein (IV)        | 05    |
| 1989/90 | Verbandsliga Mittelrhein (IV)        | 02    |
| 1990/91 | Verbandsliga Mittelrhein (IV)        | 13    |
| 1991/92 | Verbandsliga Mittelrhein (IV)        | 16    |
| 1992/93 | Landesliga Mittelrhein, St. 1 (V)    | 06    |
| 1993/94 | Landesliga Mittelrhein, St. 1 (V)    | 03    |
| 1994/95 | Landesliga Mittelrhein, St. 1 (VI)   | 01    |
| 1995/96 | Verbandsliga Mittelrhein (V)         | 01    |
| 1996/97 | Oberliga Nordrhein (IV)              | 11    |
| 1997/98 | Oberliga Nordrhein (IV)              | 15    |
| 1998/99 | Verbandsliga Mittelrhein (V)         | 04    |
| 1999/00 | Verbandsliga Mittelrhein (V)         | 08    |

| Saison  | Liga                           | Platz |
| ------- | ------------------------------ | ----- |
| 2000/01 | Verbandsliga Mittelrhein (V)   | 07    |
| 2001/02 | Verbandsliga Mittelrhein (V)   | 05    |
| 2002/03 | Verbandsliga Mittelrhein (V) F | 02    |
| 2003/04 | Oberliga Nordrhein (IV)        | 18    |
| 2004/05 | Verbandsliga Mittelrhein (V)   | 06    |
| 2005/06 | Verbandsliga Mittelrhein (V)   | 01    |
| 2006/07 | Oberliga Nordrhein (IV)        | 12    |
| 2007/08 | Oberliga Nordrhein (IV)        | 17    |
| 2008/09 | Mittelrheinliga (VI)           | 01    |
| 2009/10 | NRW-Liga (V)                   | 09    |
| 2010/11 | NRW-Liga (V)                   | 12    |
| 2011/12 | NRW-Liga (V) G                 | 09    |
| 2012/13 | Regionalliga West (IV)         | 18    |
| 2013/14 | Mittelrheinliga (V)            | 05    |
| 2014/15 | Mittelrheinliga (V)            | 10    |
| 2015/16 | Mittelrheinliga (V)            | 03    |
| 2016/17 | Mittelrheinliga (V)            | 05    |
| 2017/18 | Mittelrheinliga (V)            | 10    |
| 2018/19 | Mittelrheinliga (V)            | 01    |
| 2019/20 | Regionalliga West (IV)         | 17    |
| 2020/21 | Regionalliga West (IV)         | 21    |
| 2021/22 | Mittelrheinliga (V)            | 03    |
| 2022/23 | Mittelrheinliga (V)            | 06    |
| 2023/24 | Mittelrheinliga (V)            | 05    |
| 2024/25 | Mittelrheinliga (V)            | 07    |

### Erfolge
- Deutscher Amateurmeister 1953
- Teilnahme am DFB-Pokal-Wettbewerb 1953/54
- Mittelrheinmeister 1953, 1955, 1958, 1996, 2006, 2009, 2019
- Teilnehmer A-Junioren-Bundesliga 2008/09
- Teilnehmer B-Junioren-Bundesliga 2010/11, 2011/12

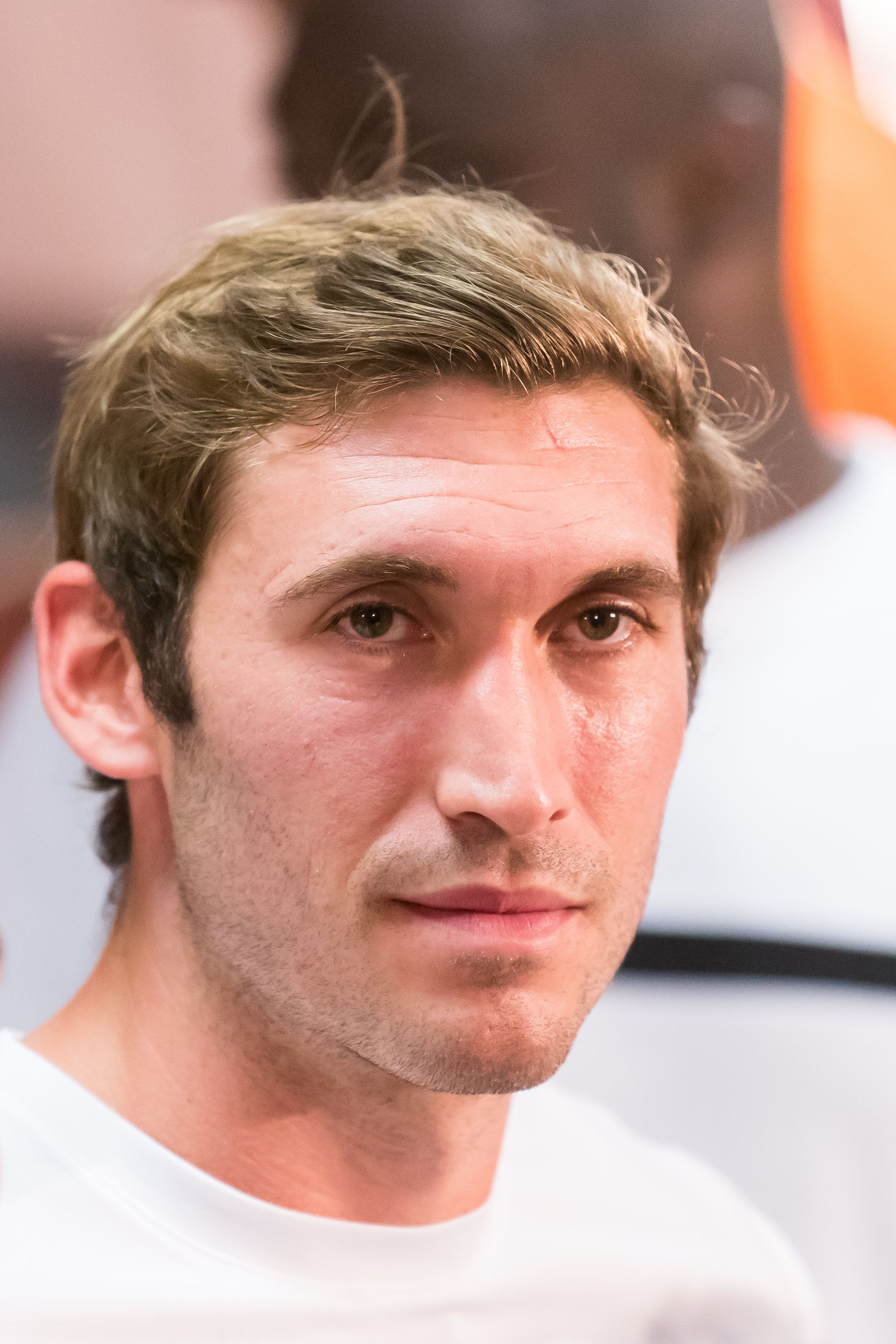
Stefan Reinartz

### Ehemalige Spieler
- Harald Konopka führte als Trainer in den 1990er-Jahren die Mannschaft von der Landesliga in die Oberliga.[8]
- Lars Leese, bekannt vor allem durch sein Buch „Der Traumhüter“, trainierte die Mannschaft von 2005 bis 2011 und schaffte zweimal den Aufstieg in die Oberliga bzw. NRW-Liga.
- Bastian Oczipka wurde Bundesligaspieler bei Bayer 04 Leverkusen, Eintracht Frankfurt und dem FC Schalke 04.
- Stefan Reinartz wurde deutscher Nationalspieler.
- Dietmar Schacht stieg mit Bergisch Gladbach in die Regionalliga auf und wurde im März 2015 durch Thomas Zdebel als Trainer abgelöst.[9]
- Marc Spanier wurde Zweitligaspieler für Fortuna Köln, Alemannia Aachen und den SSV Reutlingen.
- Oliver Westerbeek wurde Bundesligaspieler beim FC 08 Homburg, VfL Bochum, Karlsruher SC und MSV Duisburg.

## Frauenfußball

### SSG 09 Bergisch Gladbach
Die Frauenfußballabteilung der SSG 09 Bergisch Gladbach erlangte aufgrund ihrer Erfolge in den 1970er und 1980er Jahren bundesweite Aufmerksamkeit, erst recht die Spielerinnen, die in der A-Nationalmannschaft zum Einsatz gekommen waren.
Sie ist bis heute Rekordmeister, wenn man die unter dem Deutschen Fußball-Bund errungenen neun Titel rechnet. Dreimal wurde der Vereinspokal gewonnen und auf internationaler Ebene gelang zweimal der Sieg im Women’s World Invitational Tournament, ein kurzzeitig bestehendes Einladungsturnier des Fußballverbandes der Republik China.

### Platzierungen (1986–1996)
Die rot markierte Platzierung kennzeichnet einen Abstieg.
| Saison  | Liga              | Platz | S  | U | N   | Tore  | Punkte | DM                 | DFB-Pokal          |
| ------- | ----------------- | ----- | -- | - | --- | ----- | ------ | ------------------ | ------------------ |
| 1985/86 | Regionalliga West | 3.    | 14 | 7 | 01  | 66:16 | 35:09  | Finale             | Finale             |
| 1986/87 | Regionalliga West | 2.    | 14 | 5 | 01  | 63:10 | 33:07  | Halbfinale         | nicht qualifiziert |
| 1987/88 | Regionalliga West | 1.    | 18 | 1 | 01  | 64:06 | 37:03  | Meister            | Halbfinale         |
| 1988/89 | Regionalliga West | 2.    | 14 | 6 | 02  | 56:12 | 34:10  | Meister            | Halbfinale         |
| 1989/90 | Regionalliga West | 3.    | 10 | 9 | 03  | 32:17 | 29:15  | Finale             | nicht qualifiziert |
| 1990/91 | Bundesliga Nord   | 3.    | 11 | 4 | 03  | 43:22 | 26:10  | nicht qualifiziert | nicht qualifiziert |
| 1991/92 | Bundesliga Nord   | 4.    | 09 | 5 | 06  | 27:22 | 23:17  | nicht qualifiziert | Achtelfinale       |
| 1992/93 | Bundesliga Nord   | 8.    | 05 | 2 | 11  | 22:42 | 12:24  | nicht qualifiziert | 2. Runde           |
| 1993/94 | Bundesliga Nord   | 9.    | 03 | 2 | 13  | 10:45 | 08:20  | nicht qualifiziert | Achtelfinale       |
| 1994/95 | Regionalliga West | 3.    | 13 | 5 | 04  | 58:28 | 31:13  | nicht qualifiziert | 2. Runde           |
| 1995/96 | Regionalliga West | 2.    | 14 | 4 | 0 4 | 55:31 | 46     | nicht qualifiziert | nicht qualifiziert |

### Erfolge
- Deutscher Meister: 1977, 1979, 1980, 1981, 1982, 1983, 1984, 1988, 1989
- DFB-Pokal-Sieger: 1980/81, 1981/82, 1983/84
- Mittelrheinmeister: 1977, 1979, 1980, 1981, 1982, 1983, 1984, 1985, 1986, 1987, 1988, 1989, 1990
- Mittelrheinpokalsieger: 1981, 1982, 1983, 1984, 1986, 1988, 1989
- Women’s-World-Invitational-Tournament-Sieger: 1981, 1984 (Einladungsturnier; 1984 um den Chunghua Cup)

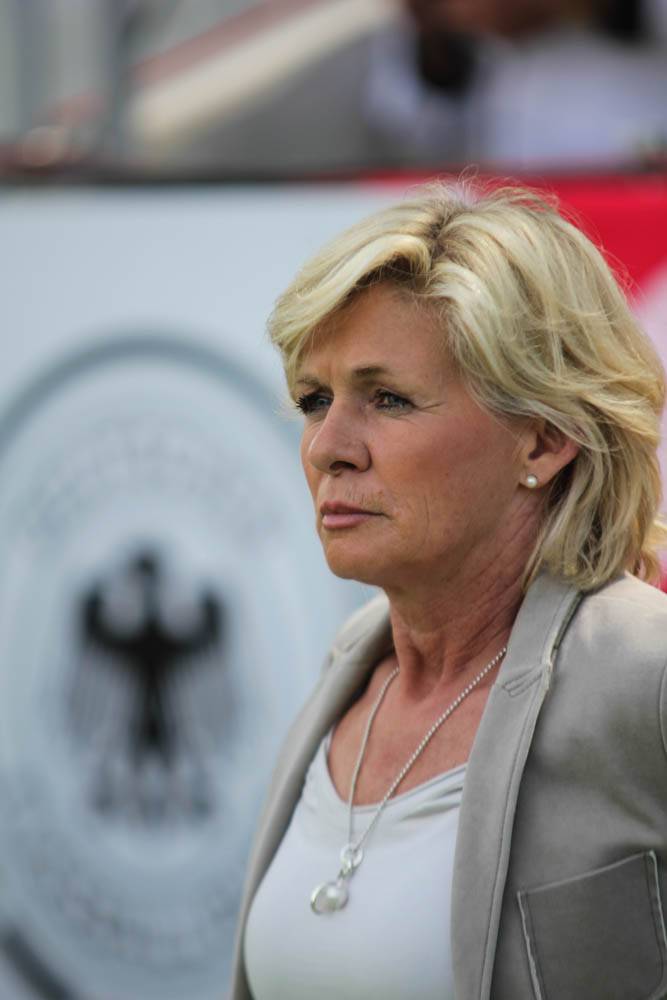
Ex-Bundestrainerin Silvia Neid, ehemalige Spielerin der SSG 09 Bergisch Gladbach

### Ehemalige Spielerinnen
Die SSG 09 Bergisch Gladbach brachte eine Reihe von Nationalspielerinnen hervor.
| - Petra Bartelmann (25 LS) - Gaby Dlugi-Winterberg (8 LS) - Heidi Engel (1 LS) - Angelika Fehrmann (9 LS) - Christel Frese - Ingrid Gebauer (3 LS) - Manuela Goller (45 LS) - Andrea Haberlaß (10 LS) - Brigitte Klinz (8 LS) - Doris Kresimon (7 LS) | - Bettina Krug (3 LS) - Petra Landers (15 LS) - Silvia Neid (111 LS) - Rosemarie Neuser (8 LS) - Beverly Ranger - Judith Roth (1 LS) - Monika Steinmetz, geb. Degwitz (22 LS) - Anne Trabant-Haarbach (8 LS) - Cornelia Trauschke (3 LS) - Elke Walther (17 LS) - Andrea Krieger (2 LS) |

## Spielstätte

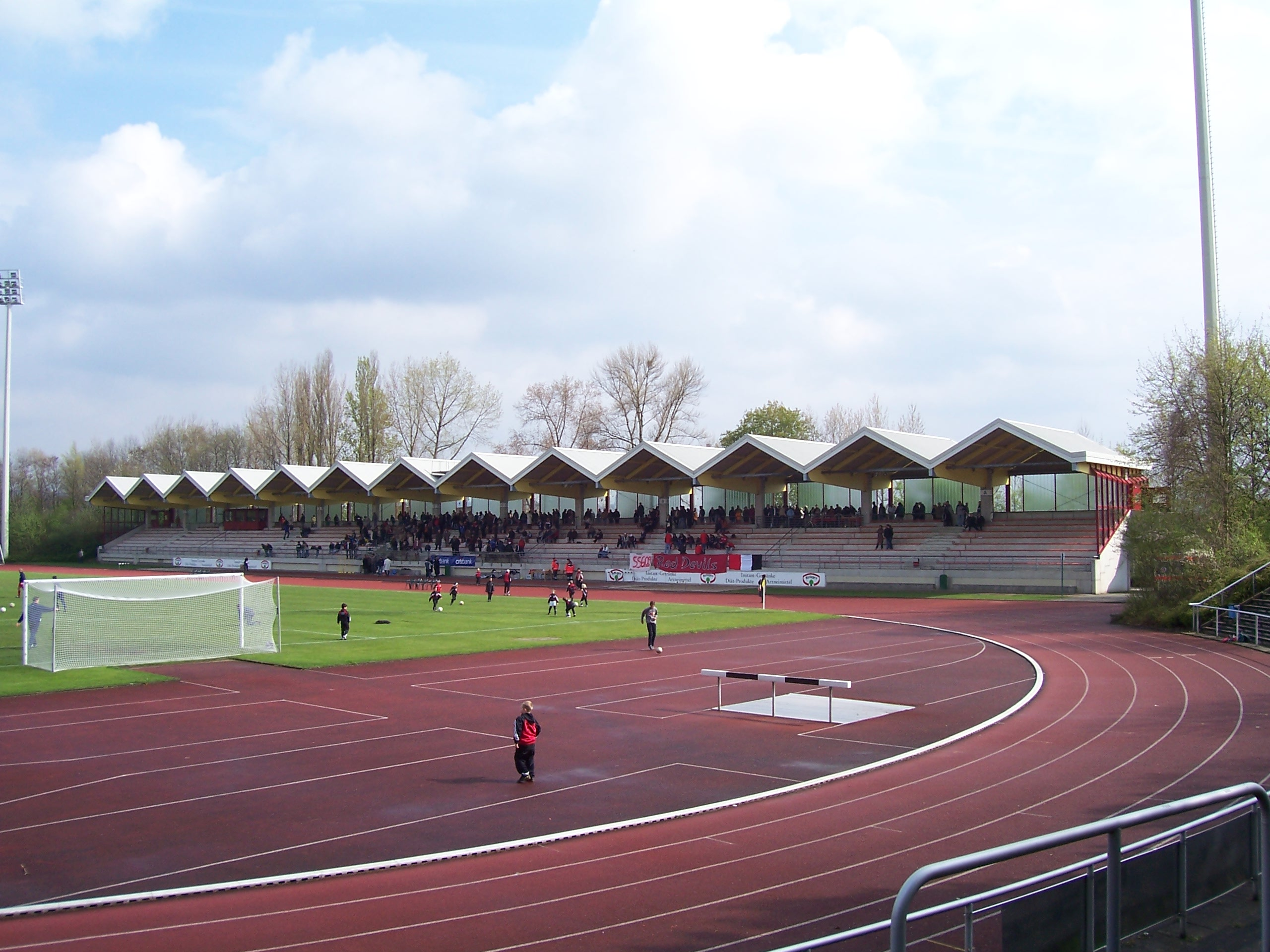
BELKAW-Arena

Die erste Mannschaft trägt ihre Heimspiele im Stadion an der Paffrather Straße aus. Seit September 2005 trägt das Stadion den Namen BELKAW-Arena, als sich die Bergischen Licht-, Kraft- und Wasserwerke die Namensrechte sicherten. Mitte der 1980er Jahre entstand das heutige Stadion, das am 27. September 1986 offiziell eingeweiht wurde. Das Fassungsvermögen beträgt ca. 10.500 Zuschauer, davon ca. 1800 überdachte Sitzplätze.
1932/33 gab es den ersten Sportplatz auf der Fläche des heutigen Stadions. Das damalige Waldstadion bot 300 Zuschauern Platz. Nachdem dieses durch den Krieg zerstört worden war, erfolgte in den 1950er-Jahren ein Neubau. Die Kapazität des Kreisstadtstadions betrug 12.000 Zuschauer. Diese wurde nur im Final-Rückspiel um die deutsche Fußballmeisterschaft der Frauen 1979 vollständig ausgereizt, als die SSG 09 den FC Bayern München mit 1:0 besiegte und Meister wurde.